# Brent
Brent (Brent Crude) — еталонна (маркерна) марка (сорт) нафти, видобута в Північному морі.

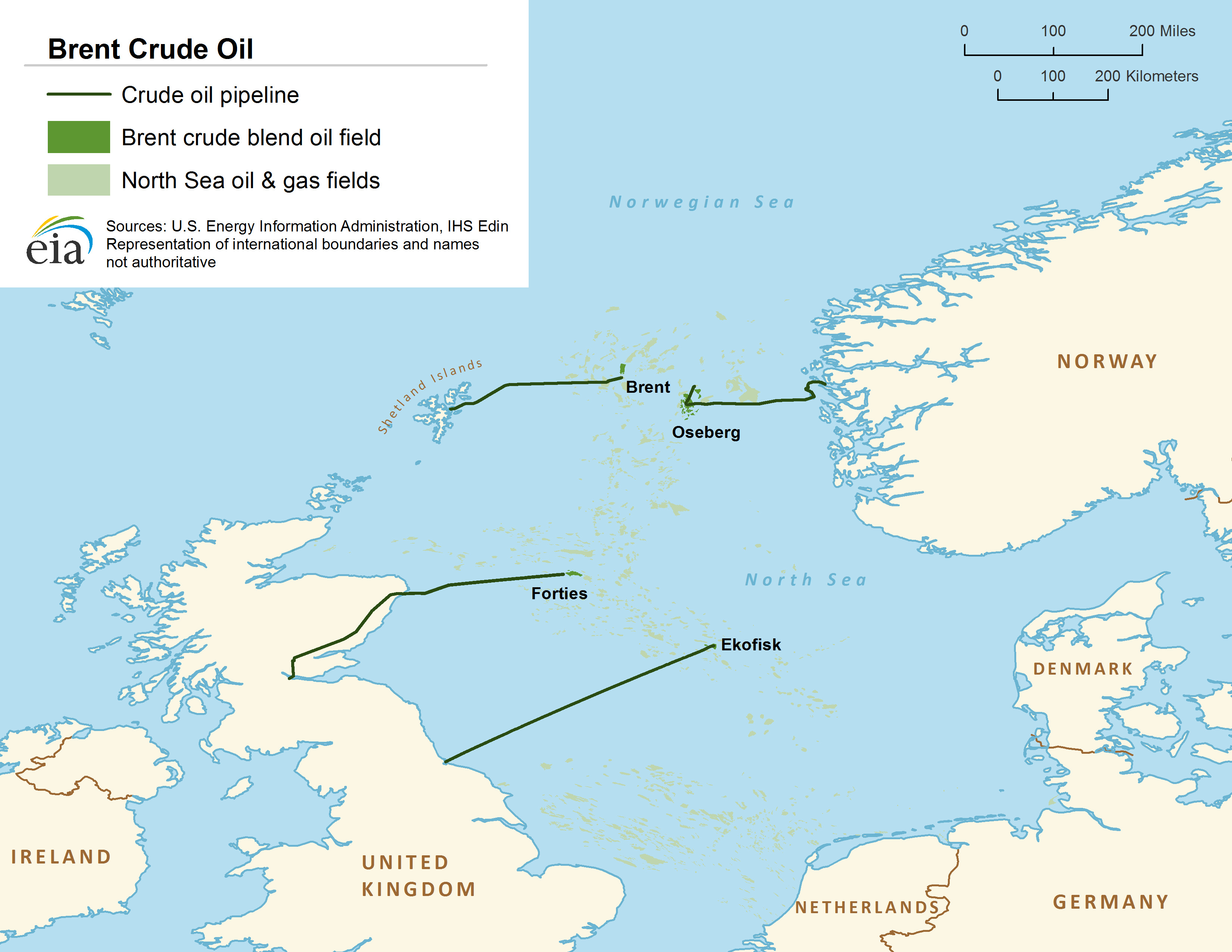
Розташування нафтової платформи Brent у Північному морі

Фактично є сумішшю нафт, що добуваються на шельфових родовищах Brent , Oseberg і Forties між узбережжями Норвегії та Шотландії. Компоненти Oseberg і Forties були додані до цієї суміші тільки в 2002 році і відтоді цей сорт нафти також називають BFO. Є однією з основних марок нафти, що торгуються на міжнародних нафтових біржах. Ціна нафти Brent з 1971 року є основою для ціноутворення близько 40 % всіх світових сортів нафти, зокрема, російської нафти Urals. Саме тому цю марку називають «еталонною».
Суміш Brent класифікується як легка малосірчиста нафта, її щільність при 20 °C бл. 825—828 кг/м³ (38,6-39 градусів API), вміст сірки бл. 0,37 %. Проте, за цими показниками вона поступається американській суміші WTI (West Texas Intermediate). Зазвичай ця нафта переробляється на північному заході Європи, але за сприятливої цінової кон'юнктури, може доставлятися для переробки в США та Середземномор'ї.
Ціна нафти Brent зазвичай становила в середньому на 1 долар США/барель нижче ціни WTI і на 1 долар США/барель вище ціни так званої «корзини ОПЕК». Однак у 2007 році цей паритет змінився і нафта Brent торгується з премією до WTI.

## Історія
Назва сорту походить від однойменного родовища в Північному морі, відкритого 1970 року. Слово Brent утворено від перших літер назв нафтоносних пластів — Broom, Rannoch, Etieve, Ness і Tarbat. Спочатку сорт визначався як суміш, що отримується на британському терміналі Саллі-Во (Шетландські острови).
З середини 1980-х років видобуток на родовищі Брент почав знижуватися, впавши з 885 тис. барелів/день у 1986 році — до 366 тис. барелів/день 1990 року. У 1990 році до сорту Brent було додано нафту, що видобувається в системі Ninian. Суміш нафт добувалася в обсягах близько 800 тис. барель/день в 1992, впавши до рівня 400 тис. 2001 року (близько 20 танкерів на місяць).
У липні 2002 року агентством Platts, дані якого використовуються для визначення ціни на контракти Brent, до сорту було додано нафти, що видобуваються на інших родовищах в тому ж регіоні: Forties (Північне море) і Oseberg (Норвегія). Нова суміш отримала назву BFO (Brent-Forties-Oseberg). 2007 року було додано Ekofisk і суміш отримала назву BFOE.

## Ціна (за роками)
Ціна нафти Brent традиційно була близька до вартості WTI, еталонної марки для нафти, що видобувається в США, й імпортованої до країни. Зазвичай, Brent торгувалася на 1-4$ за барель нижче ніж WTI через вищу вартість доставки до США. Однак, з 2011 року паритет змінився і Brent стала торгуватися з премією в $10-20 за барель до цін WTI, звуження різниці проявлялося в 2013—2014 роках.

### 2018
12 січня 2018 року ціна на нафту марки Brent вперше з 4 грудня 2014 року перевищила 70$ за барель.
24 квітня 2018 року котирування ф'ючерсів на червень нафти марки Brent збільшилася на $0,29 (0,39 %) — до $75 за барель.

### 2020
21 квітня 2020 року ціни на нафту Brent, вперше з лютого 2002 року, опустилися до $18,40.

### 2022
24 лютого 2022 року через військове вторгнення Росії до України ціна Brent, вперше з 2014 року, зросла до $100 за барель.

### 2024
У грудні 2024 року нафта марки Brent мала ціну вище $72 за барель.

### 2025
Ціна на нафту Brent у квітні знизилася до чотирирічного мінімуму до $63 за барель.
Агентство Reuters пише, що ціни на нафту впали після того, як ОПЕК+ у травні вирішила прискорити збільшення видобутку нафти на тлі невизначених перспектив попиту. ОПЕК+ планує повне скасування добровільного скорочення видобутку до жовтня.